# Alap
Alap è un comune dell'Ungheria di 2.094 abitanti (dati 2001). È situato nella contea di Fejér.